# 格拉泽
格拉泽（Glaser）可以指：

## 人物
- 唐纳德·格拉泽，美国物理学家
- 叶卡捷琳娜·格拉泽，约瑟夫·维萨里奥诺维奇·斯大林的母亲

|  | 本页或本分段罗列了姓氏为「格拉泽」的人物。 如果是一个指代特定个人的内链将您引导到本页，請考慮修正該人物的名字以將链接指向正確的條目。 |